# Tramwaje w Rangunie
Tramwaje w Rangunie – zlikwidowany system komunikacji tramwajowej w Rangunie w Mjanmie. 

## Historia
Pierwsze tramwaje w Rangunie uruchomiono w 1884, były to tramwaje parowe. Tramwaje elektryczne uruchomiono 15 grudnia 1906. W 1921 system tramwajowy liczył 22 km tras, po których kursowało 77 wagonów. Sieć tramwajowa została zlikwidowana w latach 40. XX w. w wyniku nalotów wojsk japońskich i zniszczenia elektrowni. 